# The Heart of Saturday Night
The Heart of Saturday Night es el segundo álbum de estudio del músico estadounidense Tom Waits, publicado en 1974 por Asylum Records. Fue incluido en el puesto 339 de la lista de los 500 mejores álbumes de todos los tiempos por la revista musical Rolling Stone. La portada del álbum es un homenaje a la portada del disco de Frank Sinatra In the Wee Small Hours.

## Lista de canciones
Todas las canciones compuestas por Tom Waits.
| N.º | Título                                                                  | Duración |  |
| 1.  | «New Coat of Paint»                                                     | 3:23     |  |
| 2.  | «San Diego Serenade»                                                    | 3:30     |  |
| 3.  | «Semi Suite»                                                            | 3:29     |  |
| 4.  | «Shiver Me Timbers»                                                     | 4:26     |  |
| 5.  | «Diamonds on My Windshield»                                             | 3:12     |  |
| 6.  | «(Looking for) The Heart of Saturday Night»                             | 3:53     |  |
| 7.  | «Fumblin' with the Blues»                                               | 3:02     |  |
| 8.  | «Please Call Me, Baby»                                                  | 4:25     |  |
| 9.  | «Depot, Depot»                                                          | 3:46     |  |
| 10. | «Drunk on the Moon»                                                     | 5:06     |  |
| 11. | «The Ghosts of Saturday Night (After Hours at Napoleone's Pizza House)» | 3:16     |  |

## Personal
- Pete Christlieb: saxofón tenor
- Bill Goodwin: batería
- Jim Hughart: contrabajo
- Tom Waits: voz, piano y guitarra
- Bob Alcivar: arreglos